# Hólmar Örn Eyjólfsson
Hólmar Örn Eyjólfsson, född 6 augusti 1990, är en isländsk fotbollsspelare som spelar för Valur. Han är son till Eyjólfur Sverrisson, isländsk före detta landslagsspelare samt förbundskapten.

## Karriär
I september 2020 återvände Eyjólfsson till Rosenborg, där han skrev på ett kontrakt över säsongen 2023. I februari 2022 återvände Eyjólfsson till Island och skrev på ett treårskontrakt med Valur.

## Landslagskarriär
Eyjólfsson debuterade för Islands landslag den 30 maj 2012 i en 3–2-förlust mot Sverige.